# Les Giboulées

Les Giboulées, également appelées Les Giboulées de la marionnette puis Les Giboulées biennale Corps-Objet-Image, est un festival français de théâtre se déroulant à Strasbourg et dans l'Eurométropole de Strasbourg, produit et organisé par le TJP Centre dramatique national de Strasbourg. Créé en 1976 par André Pomarat, alors directeur du TJP, sa première édition se déroule en 1977. Les spectacles programmés dans le cadre du festival s'inscrivent dans la pluridisciplinarité, autour des arts de la marionnette, du théâtre d'ombres, du théâtre d'objets, du théâtre d'effigie, du théâtre de rue, des arts visuels et de la danse.

## Historique
En 1974, le comédien et metteur en scène André Pomarat, élève de la première promotion puis professeur à l'École supérieure d'art dramatique de Strasbourg, fonde la Maison des Arts et Loisirs (MAL) dans le quartier de la Petite France. André Pomarat et son équipe y programment des formes artistiques à la lisière du théâtre, encore peu explorées par les grandes institutions culturelles : la marionnette, le conte, la poésie, le nouveau cirque, le mime, ou encore le théâtre de rue. En 1976, il fonde le festival Les Giboulées de la marionnette, dont la première édition se déroule du 23 février au 25 mars 1977,.
En 2012, Renaud Herbin arrive à la direction du TJP et décide de redonner un rythme biennal au festival et lui adjoint le sous-titre de Biennale Corps-Objet-Image.
En 2020, le festival est annulé à la veille de son lancement du fait de la pandémie de Covid-19.

## Programmation

### 28eédition (2022)
La 28e édition des Giboulées se déroule du 4 au 19 mars 2022. Elle est l'occasion de rendre hommage à André Pomarat, créateur du festival, décédé en avril 2020 lors de la pandémie de Covid-19. Les salles accueillant les spectacles de la programmation sont le TJP Grande scène, le TJP Petite scène, le Théâtre de Hautepierre, le PréO Scène à Oberhausbergen, le Palais des fêtes, le Maillon, la Maison des Arts de Lingolsheim, le campus de l'Esplanade, le Brassin à Schiltigheim, la Pokop, le CSC Fossé des Treize, La Fabrique et l'Espace K.
- Poison Maracas, Tim Spooner (Royaume-Uni)
- Pister les créatures fabuleuses, L'imaginarium, Pauline Ringeade[5]
- Par les bords, TJP Centre dramatique national de Strasbourg, Renaud Herbin
- Terreurs, Collectif Les Surpeuplées, Marta Pereira et Julie Postel
- Quelque chose s'attendrit, TJP Centre dramatique national de Strasbourg, Renaud Herbin
- Hero, Numen Company, Tibo Gebert (Allemagne)
- Dénivelé, Milieu de terrain, Floriane Jan et Clémentine Cluzeaud
- Pinocchio (Live) #2, Cie S'appelle reviens, Alice Laloy
- Le Grand souffle, Hélène Barreau
- Un Regard suffit à rayer l'invisible, Les Sciences naturelles, Bastien Mignot
- Ride, Cie Juste après, Carine Gualdaroni
- Gaung, une chambre aux méandres, Automne 2085, Júlia Kovács et Arnaud Labbé Delicata
- Le Gonze de Lopiphile, Cie Placement libre, David Séchaud
- Gadoue, Le Jardin des délices, Nathan Israël et Luna Rousseau
- La Conquête, Comagnie À, Dorothée Saysombat et Nicolas Alline
- Le Poids de l'âme - Tout est provisoire, Collectif Porte27, Chiara Marchese
- Pièces sonnantes et trébuchantes, Les Ateliers du spectacle, Jean-Pierre Larroche
- L'Inventaire animé, Théâtre du mouvement, Claire Heggen
- Quelqu'un aurait pu venir, Cie La Récidive, Cyril Balny
- Knit, Cie In Vitro, Marine Mane
- Ici et là, La Main d’œuvres, Katerni Antonakaki
- La Messe de l'âne, Olivier de Sagazan

### 27eédition (2020)
La 27e édition aurait dû se dérouler du 13 au 21 mars 2020 mais est annulée la veille de son lancement du fait de la pandémie de Covid-19. Les lieux qui devaient accueillir la programmation étaient le TJP Petite scène, le TJP Grande scène, le Maillon, le Théâtre national de Strasbourg, Pole-Sud, le Théâtre de Hautepierre, l'Espace K, le Musée d'art moderne et contemporain, le PréO à Oberhausbergen, le Brassin à Schiltigheim, le campus de l'Esplanade et les places du centre-ville.
- Les Baigneurs, Clédat & Petitpierre, Yvan Clédat et Coco Petitpierre
- Deep, Voldaan, Daan Mathot (Pays-Bas)
- Volumes, Apertures Studio, Mathieu Chamagne
- Rue d'Orchampt, Groupe Zur
- Bâton, Collectif impatience, Perrine Mornay
- Le Bulldozer et l'olivier, Cie le 7 au soir, Yvan Corbineau, Naïssam Jalalet Osloob
- Psaumes pour Abdel, FMTM, Laura Fedida
- Le Bestiaire d'Hichem, Cie Bal - Jeanne Mordoj, Jeanne Mordoj
- Georges, Contour progressif, Mylène Benoit et Julika Mayer
- À Poils, Cie S'appelle reviens, Alice Laloy
- L'Errance est humaine, Cie Bal - Jeanne Mordoj, Jeanne Mordoj
- C'est un secret, Le Théâtre de nuit, Aurélie Morin
- Ora (Orée), Cie Arrangement provisoire, Vania Vaneau
- Kazu et les hommes volants, Compagnie Singe Diesel, Juan Perez Escala (Argentine)
- 間 (ma, aïda...), L'Immédiat, Camille Boitel et Sève Bernard
- Vague intérieur vague, A.I.M.E., Julie Nioche
- The Green, WHS, Kalle Nio (Finlande)
- Ersatz, Collectif Aïe Aïe Aïe, Julien Mellano
- Les Petits riens, Tricoteries et Cie, Sébastien Kaufmann
- Horizon, Rhizome, Chloé Moglia
- L'École du risque, Les Ateliers du spectacle, Groupe N+1

### 26eédition (2018)
La 26e édition se déroule du 16 au 24 mars 2018 au TJP Petite scène, au TJP Grande scène, à l'Espace K, au Musée d'art moderne et contemporain, au CSC Fossé des Treize, au Maillon, au Théâtre de Hautepierre, sur le campus de l'Esplanade (Maibaum), à la salle du Brassin de Schiltigheim, à Pole-Sud, au PréO à Oberhausbergen, à la Haute École des Arts du Rhin.
- Monkeys, Hazira - Performing Arts Arena, Amit Drori (Israël)
- Artefact, Théâtre Nouvelle Génération, Joris Mathieu
- Kèlécètektoplasme Kitakompagne?, TJP Centre dramatique national de Strasbourg, Anne Ayçoberry
- Loïe Fuller : Research, Ola Maciejewska (France / Pologne)
- Solace, Numen Company, Uta Gebert (Allemagne)
- Harmonie, Cristina Iosif et Aitor Sanz Juanes (Roumanie / Espagne)
- Nos amours, A.I.M.E., Julie Nioche
- Le Canard, la mort et la tulipe, Théâtre de marionnettes de Ljubljana, Fabrizzion Montecchi (Slovénie)
- Arde brillante en los bosques de la noche, Grupo Marea, Mariano Pensotti (Argentine)
- Une Tache sur l'aile du papillon, Chez Panses vertes, Sylvie Baillon
- Maibaum, Cie Arrangement provisoire, Jordi Gali
- A, Skappa ! & Associés, Catherine Poher et Paolo Cardona
- Tremblez, machines !, Les Ateliers du spectacle, Jean-Pierre Larroche, Catherine Pavet et Zoé Chantre
- Animal épique, Les Ateliers du spectacle, Jean-Pierre Larroche, Catherine Pavet et Zoé Chantre
- Man anam ke rostam bohvad pahlavan, Cie Selon l'heure, Ali Moini (France / Iran)
- Open the owl, Théâtre de marionnettes de Ljubljana, Renaud Herbin (France / Slovénie)
- The Pulverised Palace, TJP Centre dramatique national de Strasbourg, Tim Spooner et Anne Ayçoberry (France / Royaume-Uni)
- Inside, Cie L'Accent, Bruno Latour et Frédérique Aït-Touati
- Eldorado Terezin, Rodéo d'Âme, Claire Audhuy
- Quel versant, Pauline Squelbut
- Terres invisibles, Livsmedlet Théâtre, Sandrina Lindgren et Ishmael Falke (Finlande)
- Appel d'air, Cie Pignata Corpus, Itzel Palomo et Silvio Palomo
- Noirs comme l'ébène, Cie Pseudonymo, David Girondin Moab
- La Fascination des pommes, Cie Médiane, Catherine Sombsthay
- Novo la nuit, Mecanika, Paulo Duarte (France / Portugal)
- La Valse des hommelettes, Les Antliaclastes, Patrick Sims (France / États-Unis)
- Floe, Association W, Jean-Baptiste André

### 25eédition (2016)
La 25e édition se déroule du 11 au 19 mars 2016 et marque les 40 ans de la fondation du festival,. Pour cette édition, l’appellation du festival est Les Giboulées - Biennale internationale, elle se déroule au TJP Petite scène, au TJP Grande scène, au TAPS Gare, au Théâtre de Hautepierre, au Théâtre national de Strasbourg, au Maillon, à l'Espace K, au PréO à Oberhausbergen, à Pole-Sud, au CSC Fossé des Treize tandis que Les Padox ont investi les places et rues de divers quartiers de Strasbourg et que diverses installations était disséminées sur le Campus de l'Esplanade en partenariat avec le SUAC.
- Milieu, TJP Centre dramatique national de Strasbourg, Renaud Herbin
- Le Cantique des oiseaux, Le Théâtre de nuit, Aurélie Morin
- Paysages de nos larmes, Collectif Kahraba / Cie Extramuros, Éric Deniaud
- Les Padox, Cie Houdart-Heuclin, Dominique Houdart et Jeanne Heuclin
- Petit théâtre d'objet des philosophes, Cie Houdart-Heuclin, Dominique Houdart
- Made in China, Compagnie À, Dorothée Saysombat et Nicolas Alline
- Je te regarde, TJP Centre dramatique national de Strasbourg / Theater Freiburg / La Filature, Jarg Pataki et Alexandra Badea (Allemagne)
- Je brasse de l'air, Magali Rousseau
- Plan B, Aurélien Bory et Phil Soltanoff
- Squid, Cie Pseudonymo, David Girondin Moab
- Villes, collection particulière, Théâtre de la pire espèce, Olivier Ducas et Julie Vallée-Léger (Canada)
- Géologie d'une fable, Collectif Kahraba, Éric Deniaud et Aurélien Zouki (France / Liban)
- Zerstörung, Studiengang Figurentheater Stuttgart, dirigé par Marguerite Bordat et Pierre Meunier (France / Allemagne)
- Blanc, Cie Arrangement provisoire, Vania Vaneau (France / Brésil)
- Les Corbeaux, CCN d'Orléans, Joseph Nadj et Akosh Szelevényi
- Encore une heure si courte, Théâtre du Mouvement, Claire Heggen
- Here lies Shakespeare, Les Antliaclastes, Patrick Sims (France / États-Unis)
- The Ventriloquists Convention, DACM / Puppentheater Halle, Gisèle Vienne et Dennis Cooper (France / Allemagne)
- The Telescope, Tim Spooner (Royaume-Uni)
- Tout doit disparaître, Cie Succursale 101, Angélique Friant
- Tempo, S’appelle reviens, Alice Laloy
- Marées, Atelier Mazette!, Arnaud Louski-Pane
- Anywhere, Théâtre de l'Entrouvert, Élise Vigneron
- Actéon, TJP Centre dramatique national de Strasbourg, Renaud Herbin
- Opus 2 - Chroma, Compagnie d'À Côté, Daniela Labbé Cabrera et Aurélie Leroux
- Horizons, Compagnie Médiane, Catherine Sombsthay
- Lombric / Reflector, Cie L'Empreinte de la vouivre, Marie-Pan Nappey et Joseph Kieffer
- Freeze, Nick Steur (Pays-Bas)
- Existe, Collectif 23H50, Vera Rozanova et Lucas Prieux
- L'Os, Collectif 23H50,Alice Chéné
- Grasse carcasse, Collectif 23H50, Marion Belot
- Maniacs, Ulrike Quad Company, Ulrike Quade

### 24eédition (2014)
La 24e édition se déroule du 22 au 30 mars 2014. L'événement est rebaptisé pour l'occasion Biennale internationale Corps-Objet-image - Les Giboulées et se déroule au TJP Petite scène, au TJP Grande Scène, au Maillon, au Hall des Chars, au CSC Fossé des Treize, dans le caveau de la Résidence Mathis, au PréO à Oberhausbergen, à la Maison des Arts de Lingolsheim, aux Bains municipaux et au Musée Vodou.
- Fama, Cie La Zouze, Christophe Haleb
- Manto, Numen Company, Uta Gebert (Allemagne)
- Le Retour de Garance, Théâtre de nuit, Aurélie Morin
- Monsieur Microcosmos, Cie Placement libre, David Séchaud
- Fin de série, Bob Théâtre
- Fichu serpent, Théâtre de l'Évasion, François Small
- The Telescope, Tim Spooner (Royaume-Uni)
- Debout / Couché, Les Ateliers du spectacle, Jean-Pierre Larroche
- Rêveries magnétiques, Omproduck, Anne Buguet et Michel Ozeray
- Octopoulpe le vilain, Cie Pseudonymo, David Girondin-Moab
- Hans K, Association Arsene, Michel Jacquelin et Odile Darbeley
- Ici ailleurs ou autre part, Cie Les Yeux creux, Antonin Lebrun
- La Fabrique, La Pluie qui tombe, Nathalie Baldo
- Tomber des nus, Cie Tenir debout, Cécile Briand
- 22H13, de Pierrick Sorin
- Hillum, Les Antliaclastes, Patrick Sims (France / États-Unis)
- Pandora Frequenz, Antje Töpfer (Allemagne)
- La Nuit, Théâtre sans toit, Pierre Blaise
- La Méridienne, Théâtre de la Massue, Ézequiel Garcia-Romeu (France / Argentine)
- 24 Manipulations grotesques, Tim Spooner (Royaume-Uni)
- L'Élephant perdu, Oortocht (Belgique)
- Actéon miniature, TJP Centre dramatique national, Renaud Herbin
- Les vertus de la marionnette idéale, Théâtre de mouvement, Claire Heggen
- Ombre claire, Théâtre de mouvement, Claire Heggen
- La Bobine de Ruhmkorff, Cie La Belle Meunière, Pierre Meunier
- Exposition de Zaven Paré

### 23eédition (2012)
La 23e édition se déroule du 23 au 31 mars 2012 au TJP Petite scène, au TJP Grande scène, au Maillon, au CSC de Hautepierre Le Galet, au CSC de Neudorf, au Hall des Chars, à la Salle du cercle de Bischheim, au Cheval Blanc à Schiltigheim et au PréO à Oberhausbergen, dans les squares Saint-Jean et Louise-Weiss, au Musée d'art moderne et contemporain,.
- Plug, LaOù - marionnette contemporaine, Paulo Duarte
- L’Envol,  Les Imaginoires, Christine Kolmer
- Alors ils arrêtèrent la mer,  Ches Panses Vertes, Sylvie Baillon
- Dura crosta, Ca Luogo d’Arte, Maurizio Bercini (Italie)
- Anubis, Uta Gebert (Allemagne)
- Limen, Uta Gebert (Allemagne)
- Un Rêve, LaOù - marionnette contemporaine, Renaud Herbin
- Des Nouvelles des vieilles, LaOù - marionnette contemporaine, Julika Mayer
- Pygmalion miniature, LaOù - marionnette contemporaine, Renaud Herbin
- Modeste proposition, Le Pilier des Anges, Grégoire Callies et Delphine Crubézy
- La Loba, gardienne des mémoires, Théâtre de Nuit, Aurélie Morin
- Et il me mangea, Vélo Théâtre, Charlot Lemoine et Tania Castaing
- Mathilde, Stuffed Puppet Theatre, Neville Tranter (Pays-Bas)
- Cœur cousu, Compagnie Arnica, Émilie Flacher
- Savanna, Amit Drori (Israël)
- Une Antigone de papier, Les Anges au Plafond, Camille Trouvé et Brice Berthoud
- Au Fil d’Oedipe, Les Anges au Plafond, Camille Trouvé et Brice Berthoud
- Hôtel de rive Giacometti / Temps horizontal, Figuren Theater Tübingen, Frank Soehnle (Allemagne) et Bagages de Sable, Patrick Michaëlis
- Le Bouvier et la tisserande, On regardera par la fenêtre, Sylvie Zzani
- Le Chapeau de cowboy, Collectif N.O.S.E
- La Maison de mon grand-père, La Rous Teatro, Rosa Diaz (Espagne)
- Une veillée singulière, Théâtre de Cuisine, Christian Carrignon
- 1 fois, 2 fois, 3 fois...adjugé, Theater Taptoe, Luk De Bruyker
- Seule la mer, Compagnie l’Artisanie, Marie Hebert
- L’Enfer, Label Brut, Babette Masson
- 36e Dessous, Akselere, Colette Garrigan
- Flix, Les Anges Nus, Marion Grandjean
- Madame Bovary, Les Karyatides, Marie Delhaye (Belgique)
- Batailles, S’appelle Reviens, Alice Laloy[12]
- Qui est cet inconnu dans mes bras?, Flash Marionnettes, Ismaïl Safwan
- Soirée Cabaret, La Soupe Cie, Yseult Welschinger et Eric Domenicone

### 22eédition (2011)
La 22e édition du festival des Giboulées de la marionnette se déroule du 18 mars au 26 mars 2011. Les lieux de représentation sont le TJP Petite scène, le TJP Grande scène, le PréO à Oberhausbergen, le Théâtre national de Strasbourg, le Hall des chars, le Cheval blanc à Schiltigheim, Pole-Sud, le Théâtre de Hautepierre, le Palais universitaire, la place Kléber et la place Broglie.
- Les Pieds nickelés ministres, TJP Centre dramatique national, Grégoire Callies
- Western, Théâtre de l'Arc en terre, Massimo Schuster
- Pince de crabe !, Compagnie Les Fruits du Hasard / Kinorev, Benoît Fourchard
- Il Trovatore, Carlo Colla e figli, Eugenio Monti Colla (Italie)
- Y es-tu ?, Compagnie S'appelle reviens, Alice Laloy
- En vous tant d'autres, Tohu Bohu Théâtre, François Small
- Grumeaux, Théâtre de la Fringale, Anne-Sophie Diet
- Chien bleu, Teatro Gioco vita, Fabrizio Montecchi (Itliae)
- Et cependant, Cie Ches Panses Vertes, Sylvie Baillon
- Avis de messe marionnettique, Cie Contre Ciel, Luc Laporte
- Zoom ! Les Vertiges du rêve, Cie Puppela Noguès, Joëlle Noguès
- Ooorigines, Cie Trouneboulé, Marie Levavasseur et Gaëlle Moquay
- Mansarde à Paris, Papier Théâtre, Alain Lecucq
- Punch and Judy in Afghanistan, Stuffed Puppet Theatre, Neville Tranter (Pays-Bas)
- Mac et le géant, Green Ginger, Terry Lee (Royaume-Uni)
- Little B / C'est même pas vrai, Cie Astrakan, Carlotta Sagna
- Mon père, ma guerre, Compagnie Tro-Héol, Martial Anton et Daniel Calvo Funes
- Hand Stories, Théâtre Vidy-Lausanne, Yeung Faï
- La Grande clameur, La Nef-manufacture d'utopies, Jean-Louis Heckel
- Jules Verne et le griot, TJP Centre dramatique national, Hubert Mahela et Grégoire Callies
- Ce que je fais là assis par terre, Cie La Soupe, Delphine Bardot

### 21eédition (2010)
La 21e édition du festival des Giboulées de la marionnette se déroule du 19 mars au 27 mars 2010. Les lieux de représentation sont le TJP Petite scène, le TJP Grande scène, le PréO à Oberhausbergen, le Théâtre national de Strasbourg, le Maillon, le Cheval blanc à Schiltigheim, Pole-Sud, le Théâtre de Hautepierre, la place Kléber et la place Broglie.
- La Petite Odyssée 3, TJP Centre dramatique national, Grégoire Callies
- Trois Odyssées... à demain !, TJP Centre dramatique national, Grégoire Callies
- Au fil d’Œdipe, Les Anges au plafond, Camille Trouvé et Brice Berthoud
- Les Danaïdes, Compagnie Arnica, Émilie Flacher
- D'États de femmes, Cie S'appelle reviens, Alice Laloy
- L'ABC du marionnettiste, Théâtre de marionnettes de Tallinn, Jevgeni Ibragimov (Estonie)
- Sous le jupon, Cie La Soupe, Benoît Fourchard et Delphine Bardot
- Ze Patrècathodics, Scopitone et compagnie, Cédric Hingouët
- L'Inévitable défi de Don Quichotte et Sancho Panza, Cà Luogo d'Arte, Maurizio Bercini (Italie)
- L'île au trésor, Théâtre de la Poudrière (Suisse)
- Grand-père, Théâtre des marionnettes de Genève, Guy Jutard (Suisse)
- Bouche cousue, Cie La Pluie Qui Tombe, Nathalie Baldo
- L'Oggre et la poupée, Clastic Théâtre, François Lazaro
- Les Porteurs de graine, Stephen Mottram's Animata, Stephen Mottram et Melanie Thompson (Royaume-Uni)
- Les Chaussures rouges, Cà Luogo d'Arte, Maurizio Bercini (Italie)
- Le Guarattelle di Pulcinella, Gianluca Di Matteo (Italie)
- Le Destin, Compagnie Karyatides, Agnès Limbos
- Ernest et Célestine, Figurentheater Margrit Gysin, Margrit Gysin, Irene Beeli et Enrico Beeler (Suisse)
- Avec des ailes immenses, Figurentheater Tübingen, Frank Soehnle (Allemagne)
- Histoires de crevettes, Hotel Modern, Pauline Kalker, Herman Helle et Arlène Hoornweg (Pays-Bas)
- Crowning glory, Compagnie Akselere, Colette Garrigan
- Ernesto a un trou dans sa poche, Materialtheater Stuttgart / Théâtre Octobre Bruxelles, Alberto Garcia Sanchez (Allemagne / Belgique)

### 20eédition (2009)
La 20e édition du festival des Giboulées de la marionnette se déroule du 20 mars au 28 mars 2009, sous la direction de Grégoire Callies. Les lieux de représentation sont le TJP Petite scène, le TJP Grande scène, le Hall des chars, le PréO à Oberhausbergen, Pole-Sud, la Salle du Cercle de Bischheim, le Cheval blanc à Schiltigheim et le Théâtre national de Strasbourg.
- Le Bouquet de fleurs, Compagnie Actémobazar, Delphine Crubézy
- Oh les beaux jours, Théâtre Méga Pobec, Jean-Pierre Brière
- Les Essais, Théâtre du Sous-marin jaune, Jacques Laroche
- Plein de petits rien, Compagnie Lili Désastres, Emmanuelle Zanfonato
- Mon Pinocchio, Compagnie Jean-Pierre Lescot, Jean-Pierre Lescot
- Vitez en effigie, Théâtre aux Mains Nues, Éloi Recoing
- La Petite Odyssée, TJP Centre dramatique national, Grégoire Callies
- La Petite Odyssée 2, TJP Centre dramatique national, Grégoire Callies
- Cabaret Capharnaüm, Alain Gautré
- Chut..., Sarah Lascar
- Regarde ce que je sais faire, Théâtre De Maan, Willem Verheyden
- Cuniculus, Stuffed puppet theater, Neville Tranter
- Le Miroir aux fourmis, Compagnie Pupella-Noguès, Giorgio Pupella et Joëlle Noguès
- Le Meunier hurlant, Compagnie Tro-héol, Martial Anton
- Ce(ux) que j'emporte avec moi, Compagnie du Coin qui tourne, Anne Chabert et Céline Bernhard
- Des Moulins dans la tête, La Nef - Manufacture d'utopies, Jean-Louis Heckel
- Matic et Mardouki, Compagnie Fois rien, Quentin Lemaire
- Robin des Bois, Théâtre Tohu-Bohu, Gilbert Meyer
- Doktor Frankenstein, Théâtre Taptoe, Luis Zomoza Boy
- Orlando, Amit Drori
- Alice sous la théière, Compagnie des Elles au bout des doigts
- L'ABC du marionnettiste, Théâtre de marionnettes de Tallin, Jevgeni Ibragimov
- Le Vieil homme et la louve, Théâtre de marionnettes de Tallin, Jevgeni Ibragimov

### 19eédition (2008)
La 19e édition du festival des Giboulées de la marionnette se déroule du 28 mars au 5 avril 2008, sous la direction de Grégoire Callies et avec Anne-Françoise Cabanis comme directrice de la programmation. Il a lieu dans les salles du TJP Petite scène, du Théâtre national de Strasbourg (Hall Kablé et salle Gignoux), de Pole-Sud, du TAPS Gare, du Hall des Chars, du Cheval Blanc à Schiltligheim, de la Salle du Cercle à Bischheim, de la CIté de la musique et de la danse, du Musée d'art moderne et contemporain et du Vaisseau. Le TJP Grande scène étant en travaux, aucun spectacle ne s'y déroule lors de cette édition.
- 86 centimètres, Compagnie S'appelle reviens, Alice Laloy
- Une Antigone de papier, Compagnie Les Anges au plafond, Camille Trouvé et Brice Berthoud
- Swan, Compagnie Fraction, Jean-François Matignon
- Angel, Duda Paiva (Pays-Bas)
- Morningstar, Duda Paiva (Pays-Bas)
- Modeste proposition, TJP Centre dramatique national, Grégoire Callies et Delphine Crubézy
- Conférence, c'est notre histoire, Compagnie Art Kaïk, Marie Wacker
- Valises, Clastic théâtre, Aurélia Ivan et François Lazaro
- Fidel ou la nécessité du divertissement, Compagnie Co-incidence, Marie-Charlotte Biais, Jeanne Videau et Balthazar Voronkoff
- Babel France, Compagnie Flash Marionnettes, Ismaïl Safwan
- La Nuit illuminée, Teatro Gioco Vita, Valeria Sacco et Marco Ferrao (Italie)
- L'Oie d'or, Puppentheater der Stadt Halle, Ines Heinrich-Frank (Allemagne)
- Léon, Li, Louis, Compagnie Ches Panses Vertes, Sylvie Baillon
- Point de suspension, Compagnie Les Imaginoires, Anne-Sophie Diet
- Accidents, Théâtre des Alberts, Martial Anton
- Peng Xang ou le chant de l’éléphant (n°2), Compagnie Smol-Humour à tiroirs, François Small
- L'Arche de Noé, La Boîte noire, Dominique Dubuy
- Mergorette, Compagnie Garin-Trousseboeuf, Patrick Conan
- Le Pont cassé, TJP Centre dramatique national, Michelle Augustin
- Macbeth pour débutants, Thalias Kompagnons, Gyula Molnár (Allemagne)
- La Mer en pointillés, Bouffou théâtre, Serge Boulier
- Salto.Lamento, Figurentheater Tubingen, Enno Podehl, Karin Ersching et Frank Soehnle (Allemagne)
- Cabaret, Yeung Faï
- Ô, Compagnie Gare Centrale, Agnès Limbos
- Fini fini, Compagnie Voix Off, Damien Bouvet
- La Flûte enchantée, Thalias Kompagnons et Ensemble Kontraste (Allemagne)
- Pluie, Compagnie Médiane, Catherine Sombsthay

### 18eédition (2007)
La 18e édition du festival des Giboulées de la marionnette se déroule du 23 mars au 31 mars 2007, sous la direction de Grégoire Callies et avec la programmation d'Anne-Françoise Cabanis. Les spectacles se déroulent au TJP Petite scène, au TJP Grande scène, à Pole-Sud, au Hall des Chars, au Cheval Blanc à Schiltigheim, au Maillon et à la Salle du Cercle de Bischheim.
- La Petite Odyssée, TJP Centre dramatique national, Grégoire Callies
- Moderato, Compagnie S'appelle reviens, Alice Laloy
- Vanité / Humeurs, Compagnie La Soupe, Benoît Fourchard
- Cabaret des Enchaînés, Flash Marionnettes, Ismaïl Safwan
- Parcours : l'invasion des marionnettes en Petite France ; ...à la bougie, Compagnie Garin Trousseboeuf, Jean-Louis Ouvrard et Patrick Conan / Sleeping beauty, Compagnie Akselere, Colette Garrigan / Barbe bleue ou l'enfer de la curiosité, Paperplays (Royaume-Uni), Joe Gladwin
- Le Murmure des pierres, Tohu-Bohu Théâtre, Gilbert Meyer
- Moby Dick, Compagnie Papierthéâtre, Alain Lecucq et Annie Bizeau
- Manger Ours, manger chien, Théâtre aux mains nues, Alain Recoing
- Le Malade imaginaire, Théâtre de l'Usine, Hubert Jappelle
- Intimitäten (Double trouble), Iris Meinhardt (Allemagne)
- Dissident, il va sans dire, Compagnie Daru, Nicolas Charpentier et Christian Chabaud
- Piskanderula, Frantisek Vitek et Vera Ricarova (Tchéquie)
- Petits ronds sur le fleuve, Compagnie Éclats d'états, Katerini Antonakaki et Emmanuel Jorand-Briquet
- La Belle au bois dormant, Figurentheater Margrit Gysin (Suisse), Margrit Gysin et Enrico Beeler
- D'États de femmes, Compagnie S'appelle reviens, Alice Laloy
- Roncevaux, Théâtre de l'Arc-en-Terre, Massimo Schuster et Francesco Niccolini
- Lettre à personne d'autre, TJP Centre dramatique national, Peggy Schepens
- Poli dégaine, La Pendue, Estelle Charlier et Romuald Collinet
- Die goldene Gans (L'Oie d'or), Puppentheater der Stadt Halle (Allemagne), Ines Heinrich-Frank
- Erde, Stock und Stein (Pierre au bois de terre), HELIOS Theater (Allemagne), Laurent Dupont
- Le Roi-Océan, Théâtre Illusia, Marjo Nikänen
- Le Discours de la méthode, Le Théâtre du Sous-marin jaune (Canada), Antoine Laprise
- Vampyr, Stuffed Puppet Theater (Pays-Bas), Neville Tranter
- Pop Sonic, Compagnie Médiane, Catherine Sombsthay
- Soirée bougie
- Ce soir, on joue à la poupée

### 17eédition (2006)
La 17e édition du festival des Giboulées de la marionnette se déroule du 31 mars au 8 avril 2006, sous la direction de Grégoire Callies,. Les spectacles se déroulent au TJP Petite scène, au TJP Grande scène, au Maillon, à Pole-Sud, au Hall des Chars, au Cheval Blanc à Schiltigheim et à la Salle du Cercle de Bischheim.
- Le Montreur d'Adzirie, Théâtre en ciel, Roland Shön
- Kinder des Bestie, Teatron Theater (Israël) et Figuren Theater Tübingen (Allemagne), Frank Soehnle
- Le Bal des fous, Le Cinérama et Les Chiffonnières
- La Petite marchande d'allumettes, Ca' Luogo d'Arte, Maurizio Bercini (Italie)
- La Princesse au petit pois, Ca' Luogo d'Arte et Laboratorio 9, Maurizio Bercini (Italie)
- Le Petit Chaperon rouge, Ca' Luogo d'Arte, Maurizio Bercini (Italie)
- Cabaret Mozart, Flash Marionnettes
- Rafistoler l'horizon, Compagnie Arnica, Émilie Flacher
- Liquid skin, Figuren Theater Tübingen (Allemagne), Igneous (Australie) et Bobvan (Belgique), Frank Soehnle
- Soliloques sur une planche à repasser, Compagnie Arnica, Émilie Flacher
- Les Rêveries d'Angèle, Compagnie Jean-Pierre Lescot, Jean-Pierre Lescot
- L'Ombre d'Emma, Compagnie En attendant, Jean-Philippe Naas
- Skroetsj, Theater Taptoe (Belgique), Luis Zomoza Boy et Freek Neirynck
- Les Noces de Figaro, Théâtre de marionnettes de Salzbourg (Autriche), Wolf-Dieter Ludwig
- Va où - Ce qui m'arrive à tout le monde, Compagnie Trois Six Trente, Bérangère Vantusso
- Bistouri, Tof théâtre (Belgique), Alain Moreau
- Vole, Theater Taptoe (Belgique), Dirk de Strooper
- Lubie (réflexions manuelles), Les Rémouleurs, Bénédicte Ober et Anne Bitran
- Rust, Green Ginger, Flick Ferdinando (Royaume-Uni)
- Don Quichotte, TJP Centre dramatique national, Grégoire Callies
- Cabaret, Grégoire Callies et Gilbert Epron

### 16eédition (2005)
La 16e édition du festival des Giboulées de la marionnette se déroule du 4 mars au 12 mars 2005, sous la direction de Grégoire Callies et avec Anne-Françoise Cabanis comme directrice de la programmation. Les spectacles sont présentés au TJP Grande scène, au Maillon, à Pole-Sud, au Hall des Chars, au Cheval blanc à Schiltigheim et à la Salle du Cercle de Bischheim.
- Passe sans bruit, Compagnie Point du Jour, Nicole Rechain
- Je pars, Compagnie Pupella-Noguès, Giorgio Pupella et Joëlle Noguès
- Les Veilleurs de jour, TJP Centre dramatique national, Laurent Contamin
- Les Nuits polaires, Compagnie Les Anges au Plafond, Camille Trouvé et Brice Berthoud
- Dieu, sel et sable, Nada théâtre, Babette Masson
- La Hutte de pain d'épice, Théâtre Drak, Josef Krofta (Tchéquie)
- Etwas vom nichts, Iris Meinhardt, Joachim Fleischer (Allemagne)
- Roi Grenouille III, Theater Meschhugge, Ilka Schönbein (Allemagne)
- Chère famille !, Théâtre La Licorne, Claire Dancoisne
- La Femme-poisson, Compagnie La Soupe, Éric Domenicone
- Le Chat botté, Cà Luogo d'Arte, Maurizio Bercini (Italie)
- Hulul ou la soupe aux histoires, Compagnie Les Remouleurs, Anne Bitran
- Mit riesengrossen Flügeln, Figuren Theater Tübingen, Enno Podehl (Allemagne)
- Ostatnia ucieczka, Teatr Lalek Wroclaw, Aleksander Maksymiak (Pologne)
- Les Anges, Théâtre sans toit, Pierre Blaise
- Josette, l'inconnue du XXe, Compagnie Garin Trousseboeuf, Patrick Conan
- La Nuit des temps, au bord d'une forêt profonde, Compagnie Garin Trousseboeuf, Patrick Conan
- Diable !, Compagnie Garin Trousseboeuf, Patrick Conan
- Alice à l'envers, Compagnie Garin Trousseboeuf, Patrick Conan
- La Petite Aline (Alientje), Wiersma & Smeets, Bram Wiersma et Moniel Smeets (Pays-Bas)
- Organillo, Stephen Mottram's Animata, Stephen Mottram (Royaume-Uni)
- Cabarets

### 15eédition (2004)
La 15e édition du festival des Giboulées de la marionnette se déroule du 12 mars au 27 mars 2004, sous la direction de Grégoire Callies et avec Anne-Françoise Cabanis comme directrice de la programmation. Les spectacles sont présentés au TJP Petite scène, TJP Grande scène, au Maillon, à Pole-Sud, au Hall des Chars, au Cheval blanc à Schiltigheim, au TAPS Scala et au Point d'Eau à Ostwald.
- La Neige au milieu de l'été, TJP Centre dramatique national, Grégoire Callies
- Les Yeux de Lilith, Compagnie Les Yeux gourmands, Véronique Chatard
- Dégage, petit !, Compagnie Gare Centrale (Belgique), Agnès Limbos
- Mimi et Brumm, Figurentheater Margryt Gysin (Suisse), Margryt Gysin
- Kiféloozof, Compagnie Voix Off, Damien Bouvet
- Artik, Compagnie Tro-héol, Martial Anton
- Les Mille et unes nuits, Un court voyage sur le fleuve des histoires (Italie), Alessandro Tognon
- Contes à ouïr et à zieuter, Théâtre des Alberts, Vincent Legrand
- Nez en l'air, Créa-Théâtre, Françoise Flabat et Francis Houtteman
- Le Pêcheur et le poisson d'or, Théâtre Skazka (Russie), Evgueni Ibrahimov[18]
- Judas Iscariote, Théâtre Skazka (Russie), Evgueni Ibrahimov
- Fil, Compagnie Éclats d'états, Katerini Antonakaki et Emmanuel Jorand-Briquet
- Paysages, Compagnie Éclats d'états, Katerini Antonakaki et Emmanuel Jorand-Briquet
- Roméo et Juliette, TJP Centre dramatique national, Laurent Contamin
- Der Standhafte Zinnsoldat, Das Puppentheater am Meininger Theater (Allemagne)
- Le Livre de la nuit, Compagnie Le Livre de la nuit, Donatien Guillot,
- Nosferatu, Bob Théâtre, Julien Mellano et Denis Athimon
- Kemm-Hor, Figurentheater Margryt Gysin (Suisse), Margryt Gysin et Enrico Beeler
- Lisolo, les échos du sable, Tohu-bohu Théâtre, Gilbert Meyer
- Le Mahabharata, Théâtre de l'Arc-en-Terre, Massimo Schuster et Francesco Niccolini[19]
- Peek-a-boo !, Loren Kahn Puppet Theater (États-Unis), Isabelle Kessler et Loren Kahn
- Alibaba et les quarante voleurs, Théâtre Naïf de Liberec (Tchéquie), Tomas Dvorak
- Lear d'avant et d'après Shakespeare, Materialtheater Stuttgart et Theater Pepper Mind et Theater des Lachen (Allemagne), Astrid Griesbach
- Schicklgruber, alias Adolf Hitler, Stuffed Puppet Theater (Pays-Bas), Neville Tranter
- D'États de femmes, Compagnie S'appelle reviens, Alice Laloy
- Délit de façade, Compagnie Délit de façade, Jean-Michel Moutte
- Cabaret Kitsch Club, Scopitone
- Cabaret chinois, Yeung Faï et TJP Centre dramatique national
- Cabaret PWST
- Cabaret Carte blanche aux élèves de l'ESNAM
- Cabaret Et si on parlait d'amour ?, Compagnie Daru et Compagnie À ciel ouvert
- Cabaret Muppets, Alain Duverne
- Parcours surprises: Scopitone et Cie, Cédric Hingouët ; Heimat où habitons-nous ?, Compagnie LàOù, Julika Mayer ; Vrai ! Je suis très nerveux, Compagnie LàOù, Renaud Herbin ; Journal intime d'une mouche, Compagnie Éclats d'états, Katerini Antonakaki et Emmanuel Jorand-Briquet ; Deep news, Compagnie Pseudonymo, Paulo Duarte ; Mon oeil, Compagnie Aïe Aïe Aïe, Julien Mellano ; Oedipapa ou comment porter les crimes de ses pères, Compagnie des Têtes en bois, Damien Caille-Perret et Laure Bonnet ; La Petite imposture, Compagnie Les Clandestines Ficelles, Mélanie Mazoyer ; L'Inconsolé, Compagnie La Valise, Natacha Diet et Fabien Bondel

### 14eédition (2003)
La 14e édition du festival des Giboulées de la marionnette se déroule du 7 mars au 22 mars 2003, sous la direction de Grégoire Callies et avec la programmation d'Anne-Françoise Cabanis. Les spectacles sont accueillis dans les salles du TJP Petite scène, du TJP Grande scène, du Maillon-Hautepierre, du Palais universitaire, du TAPS Gare et TAPS Scala, du Point d'eau à Ostwald, du Théâtre des Lisières, du Théâtre national de Strasbourg, de Pole-Sud et de l'Opéra national du Rhin.
- Les Pantagruéliques, aventures rabelaisiennes, Compagnie Flash Marionnettes, Ismaïl Safwan
- L'Automne de mon printemps, Rézo Gabriadze (Géorgie)
- La Nuit des temps, au bord d'une forêt profonde..., Compagnie Garin Trousseboeuf, Patrick Conan
- Post-mortem, Compagnie La Balestra, Roberto Corréan, Éric Domenicone et Antoine Jeanmougin
- L'Envers d'utopie, Compagnie Sans voies, David Ferré
- L'Œil nu, Compagnie Amoros et Augustin, Luc Amoros
- Dikwijls (Souvent), Compagnie De Daders / Jan Langedijk (Pays-Bas), Martin Hofstra
- Clair-obscur, Compagnie Jean-Pierre Lescot et Ensemble FA7, Jean-Pierre Lescot et Sylvain Frydman
- L'Eau la, Compagnie Agitez le bestiaire, Sophie Hutin, Gwenaël Le Boulluec, Bernard Sultan et Nicolas Vidal
- La Cathédrale de papier mâché, Bread and Puppet theater (États-Unis), Peter Schumann
- Duks, duks, das Waldhaus, Figurentheater Margrit Gysin (Suisse), Margrit Gysin
- Adam, Ève, Lucifer, Dieu et les autres, TJP Centre dramatique national de Strasbourg, Grégoire Callies
- In Suspension, Stephen Mottram's Animata (Royaume-Uni), Stephen Mottram
- Hazardous area, six facéties, Humour à tiroirs et Théâtre en ciel, François Smol, Roland Shön, Daniel de Bruycker et Noël Casale
- Modeste proposition, TJP Centre dramatique national de Strasbourg, Grégoire Callies et Delphine Crubézy
- Le Manège aux illusions, Compagnie Médiane, Catherine Sombsthay et Pierre Gattoni
- Roncevaux, Théâtre de l'Arc-en-terre, Massimo Schuster et Francesco Niccolini
- Shooting star, étoile filante, Théâtre de la Mezzanine, Denis Chabroullet
- Les Bateaux de papier, Le Praxinoscope Théâtre, Vincent Vergone
- La Jeune lune, Le Praxinoscope Théâtre, Vincent Vergone
- Molière, Stuffed Puppet Theatre (Pays-Bas), Neville Tranter
- Fasse le ciel que nous devenions des enfants, TJP Centre dramatique national de Strasbourg, Grégoire Callies
- Le Tas, Compagnie La Belle meunière, Pierre Meunier
- Le Baron perché, Compagnie Les Chiffonnières, Steffie Bayer et Camille Trouvé
- Les Castelets de fortune, Théâtre sans toit, Pierre Blaise
- 3 P'tits sous, solos de femmes, Compagnie BAL, Jeanne Mordoj
- Le Mioche, Compagnie AMK, Cécile Fraysse et Philippe Aufort
- L'Avorton volant ou appétits pas dupes, Compagnie L'Ateuchus, Gabriel Hermand-Priquet

### 13eédition (2001)
La 13e édition du festival des Giboulées de la marionnette se déroule du 3 mars au 24 mars 2001, sous la direction de Grégoire Callies. Les lieux de représentation sont le TJP Petite scène, le TJP Grande scène, Pole-Sud, le Théâtre des Lisières (actuel TAPS Laiterie), la Salle Barabli du Cercle des Officiers et dans une roulotte garée devant le TJP Petite scène. En parallèle, des films d'animation sont programmés au Cinéma Odyssée.
- Le Nuage amoureux, TJP Centre dramatique national, Jean-Pierre Cornouaille
- Cendre, Compagnie Gyula Molnàr, Gyula Molnàr, Ray Nusselein et Francesca Bettini (Danemark / Italie)
- De la terre sous les ongles, Compagnie Valérie Lamielle, Valérie Lamielle et Marc Ferrante
- Mathilde, Guillaume Bertrand
- Va dove ti porta il piede, Teatro dei piedi / Compagnie Laura Kibel (Italie)
- Hiatus ou le berger venu d'ailleurs, Théâtre Tohu Bohu, Gilbert Meyer
- Sur le théâtre de marionnettes, Théâtre national de Strasbourg, Stéphane Braunschweig
- Et rond et rond, Compagnie Lulubelle, Jean-Pascal Viault
- Impression d'une fatalité, Hervé Diasnas
- Quelques images pour Vincent, Compagnie Jean-Pierre Lescot, Jean-Pierre Lescot
- Cabaret, formes impromptues avec Jean-Pierre Lescot, Cie La Balestra, Laura Kibel, Compagnie Oz
- La Peur au ventre, Compagnie Les Chiffonnières
- Cabaret, avec Jean-Marc Eder, Cie La Balestra (Petit salé), Cie Les Clandestines ficelles (Fichus mâles)
- La Mort de Don Cristobal, Compagnie Pelele marionnettes, Paz Tatay
- Cabaret des familles, avec Cie Oz (Bob le héros), Cie Les Clandestines ficelles (Fichus mâles), Peggy Schepens, Jean-Pierre Cornouaille
- Othello, TJP Centre dramatique national, Grégoire Callies
- Geneviève, si chaste, si pure..., Taptoe Theater, Massimo Schuster (Belgique)
- Fermée pour inventaire, Compagnie Les Chiffonnières
- Le Souffle du blé, Figuren Theater Sigrid Gassler, Sigrid Gassler (Autriche)
- Le Tour du monde de Guignol, Compagnie des Zonzons, Filip Auchère
- Leverets, Le Laboratoire des Apparences, Tadeusz Wierzbicki (Pologne)
- The History Men, Moving people, Vincent Lemaire et Jo Smith (Royaume-Uni)
- Le Cri quotidien, Compagnie Les Anges au plafond, Camille Trouvé et Brice Berthoud
- Alexandre, le singe et le crocodile, Compagnie Daru, Christian Chabaud
- Scènes de l'Opéra de Pékin, Yeung Fai (Hong Kong)
- Gaspard Hauser, TJP Centre dramatique national, Delphine Crubézy
- Bambi, les années sauvages, Green Ginger, Richie Smith (Royaume-Uni)
- Cabaret, carte blanche aux étudiants de l'Institut international de marionnettes de Charleville-Mézières
- Aïda, Carlo Colla e figli (Italie)

### 12eédition (1998)
La 12e édition a lieu du 20 mars au 29 mars 1998. Première édition à être organisée sous la direction de Grégoire Callies, il en confie la programmation à Véronique Ejnes, aidée de Bernadette Pupulin. Elle se déroule au TJP Petite scène, au TJP Grande scène, au Maillon, au Point d'Eau à Ostwald, à l'Ancienne Boucherie, au CREPS, au Cheval Blanc à Schiltigheim, au Molodoï et dans les bars de Strasbourg.
- Le Petit homme du sable, Teatro delle Briciole, Maurizio Bercini (Italie)
- Nous sommes restés ces inconnus, Théâtre de l'Oeil Noir, Jeanne Vitez
- La Tragédie de l'homme, TJP, Grégoire Callies
- Les Trois mousquetaires, Théâtre de l'Arc-en-terre, Massimo Schuster
- Ginette Guirole, Cie Les Rémouleurs, Cendre Chassane
- What you see is what you get, Tam Tam Théâtre d'objet, Gerard Schiphorst (Pays-Bas)
- Roméo et Juliette, Teatro Del Carretto, Maria Grazia Cipriani (Italie)
- Le Miracle de Lucheria, Teatro delle Briciole, Letizia Quintavalla
- Un abrikadébra, Christine Buri-Herscher
- Slap Head demon barber, Green Ginger, Kevin Brooking (Royaume-Uni)
- Musicircus, Villanella - Champ d'Action, Peter Zegveld (Belgique)
- Roméo et Julia, Theater PepperMind, Annette Scheibler (Allemagne)
- La Partie commencera à l'heure, Compagnie Françoise Pillet, Françoise Pillet
- Tête d'enclume, Compagnie La Balestra, Roberto Correa, Éric Domenicone et Franck Sasonoff
- Le Chant d'Essylt, Amoros et Augustin, Luc Amoros
- Diaphanie, Théâtre Barbare, Barbara Mélois
- Journal de bois, Les Ateliers du specatcle, Jean-Pierre Larroche et Pascale Hanrot
- Entre chien et loup, Clastic Théâtre, François Lazaro
- Presque tout l'univers, Les Théâtres de Cuisine, Christian Carrignon
- La Conférence, Les Théâtres de Cuisine, Christian Carrignon
- Le Roi de la frite, Tof Théâtre, Alain Moreau (Belgique)
- Ménagerie fine, Théâtre de la Poudrière, Yves Baudin (Suisse)
- Petit cirque - Les Petits toros, Cie Voix Off, Damien Bouvet
- Terra Prenyada, Joan Baixas (Espagne)
- Cabane, Tof Théâtre, Alain Moreau (Belgique)
- The Nightclub, Stuffed Puppet Theatre, Neville Tranter (Pays-Bas)
- Flash Circus, Flash Marionnettes, Corine Linden, Michel Klein, Ismaïl Safwan et Brice Berthoud

Une exposition intitulée Objets pour attier la foudre, dessins haineux et textes maudits est visible au Molodoï du 25 au 29 mars. Elle présente le travail du sculpteur et scénographe Francis Marshall.

### 11eédition (1996)
La 11e édition des Giboulées de la marionnette a lieu entre le 24 janvier et le 16 février 1996.

### 9eédition (1989)
La 9e édition du festival se déroule du 11 avril au 28 avril 1989 sous la direction d'André Pomarat et avec la programmation de Véronique Ejnès et Philippe Dubarle-Bossy. Les spectacles sont présentés au TJP - Théâtre Jeune Public (Grande salle) et à la MAL - Maison des Arts et Loisirs (Petite salle).
- Le Tragique destin d'un héros de verre, Compagnie Amoros et Augustin, Luc Amoros et Michelle Augustin
- Le Secret du chat nu, Théâtre en ciel, Roland Shön
- Maggi Circus, Els Aquilinos, Miquel Alvarez (Espagne)
- Hermann, Theater im Wind, Enno Podehl (RFA)
- François le Bossu, Compagnie le Château de fable, Gérard Sorel
- Berthe au grand pied et le roi fainéant, Marionnettes du Jabignol, Marie-Hélène Dupont
- Sopa de letras, Els Aquilinos, Miquel Alvarez (Espagne)
- Samotnosc (Solitude), Teatr Banialuka, François Lazaro (Pologne)
- Sans parole, Jean Pico (Belgique)
- Uccelli, the drugs of love, Roman Paska (États-Unis)
- Jean-Sébastien ou la mémoire d'un ruisseau, Théâtre du Chemin Creux, Grégoire Callies
- Avatar, Label 3 Flash Marionnettes - Phénomène Tsetse - Compagnie de la Gargouille, Corine Linden, Francesca Sorgato, Isabelle Kessler, Ismaïl Safwan
- La Deuxième nuit, Compagnie Houdart-Heuclin, Dominique Houdart
- Jardin à la française, Jean-Paul Cealis
- Petit, Jean Pico (Belgique)
- Bis-cuit, Bernard Sallent et Elisabeth Rouch
- Entre a vida et a morte, Marionetas de Porto, Joao Paulo Cardoso (Portugal)
- Piccoli Suicidi, Gyula Molnár (Hongrie)
- Le Horla, Compagnie François Lazaro et Théâtre Espace Marionnette, François Lazaro et Pierre Alanic

### 8eédition (1987)
La 8e édition du festival des Giboulées de la marionnette se déroule du 29 janvier au 15 février 1987. Les spectacles se déroulent à la Maison des Arts et Loisirs (Petite France), au Théâtre Jeune Public (Krutenau).
- Grandir, Nada Théâtre Écarlate, Babette Masson, Jean-Louis Heckel et Gilles Zoepffel
- Biancaneve, Teatro del Carretto (Italie), Graziano Gregori
- (C comme...) Première, Pierre Fourny et Dominique Soria
- Píseň života (Le Chant de la vie), Théâtre Drak (Tchécoslovaquie)
- Loup noir, Compagnie Coatimundi, Jean-Claude Leportier
- Long-nez, Compagnie Svahn - Marionnettes à fils, Bernadette Limousy et Benoît Svahn
- Hourra pro nobis, Marionnettes du Jabignol, Marie-Hélène Dupont
- Air mail, Els Rocamora (Espagne), Carles Canellas
- Le Tragique destin d'un héros de verre, Compagnie Amoros et Augustin, Luc Amoros et Michèle Augustin

### 7eédition (1985)
La 7e édition du festival des Giboulées de la marionnette se déroule du 9 janvier au 24 février 1985. Les spectacles se déroulent à la Maison des Arts et Loisirs (Petite France), au Théâtre Jeune Public (Krutenau), au CSC de Cronenbourg et dans l'église Saint-Nicolas.
- Une lune entre deux maisons, Théâtre La Fontaine, René Pillot
- Est-ce que tu dors ?, Théâtre du Corbeau, Bruno Laurent
- On est pas des pigeons, Théâtre du Corbeau, Bruno Laurent
- Icare ou la page blanche, Marionnettes Dougnac, Mathilde Dougnac et Paul Dougnac
- Duo perché, Marionnettes du Jabignol, Marie-Hélène Dupont
- La Mythologie grecque et La mythologie du cinéma, Le Théâtricule, Jean-Paul Hubert
- Cartes géantes, Jean-Paul Hubert
- Les Déserts, Brakabrik Théâtre, Julie Dourdy et Marie Brunetti
- Trick, Théâtre en Ciel, Roland Shön
- La Boîte à thé de Chine, Popstudio Hinderik (Pays-Bas), Hinderik de Groot
- Abracadabra, Théâtre des Manches à balais, Jean-René Bouvret
- Grüsel, Motz und Monster, Turbo Prop Theater (RFA), Rüdiger Eggert et Gudrun Bierboms
- La Tragique histoire de Macbeth, Théâtre de l'Arc-en-Terre, Massimo Schuster et Marion David
- Le Roi des corbeaux, Théâtre Caroube, Pierre Cazalet, Xavier Garcia, Isabelle Paget et Frédérique Paillot
- Disparus dans la Lumière-Temps, Compagnie Daru, Christian Chabaud et Michel Ploix
- Studies in Fantasy, Stuffed Puppet Theater (Australie), Neville Tranter

### 5eédition (1981)
La 5e édition du festival des Giboulées de la marionnette se déroule du 15 mai au 7 juin 1981. Les lieux de représentations sont la Maison des Arts et Loisirs, l'église Saint-Nicolas et un chapiteau implanté dans le parc de l'Orangerie.
- Portrait d'automne, The Eric Bass Puppets, Eric Bass et Roman Paska (États-Unis)
- Innocent mon ami, Cie Dougnac
- La Porte close?, Cie Daru
- Du haut de mes trois pommes, Théâtre Univers-Enfants, Pascal Sanvic
- Le Vieil homme marionnettes, Théâtre Le Manteau, Björn Fühler
- Souen Wu Kong, roi des singes, Théâtre du Petit Miroir
- Un jour les mains, Théâtre Univers-Enfants
- Les mythes font des trous dans l'intelligence, Jeanpico
- Pierre et le loup, Marionnettes d'Angoulême
- Ce soir je sors, Théâtre F.M.R.
- Romulus der Grosse, Théâtre de Bâle (Suisse)
- Soda Gin, Compagnie GNY
- Points de vue - Perspectives, Theaterra Figurentheater (Allemagne)
- N'ayez pas peur des grosses bêtes, Theaterra Figurentheater (Allemagne)
- Tournez Moulins, André Hovart
- La Dame bleue, Marionnettes Guy Jutard
- Le Gardien d'images, Cie Daru
- Actes sans paroles, Gerhards Marionnetten (RFA)
- Et ma poupée s'est levée dans la nuit, Théâtre Manarf Enfants
- Marion, Atelier de l'Arcouest - Théâtre de l'Arquemuse

### 4eédition (1980)
La 4e édition du festival des Giboulées de la marionnette se déroule du 7 mars au 30 mars 1980, à la Maison des Arts et Loisirs (TJP Petite scène), à l'Aubette et à la paroisse du Bouclier.
- Roméo et Juliette 80, Teatro Antonin Artaud - Piccolo teatro di Lugano, Michel Poletti (Suisse)
- Le Théâtricule, Jean-Paul Hubert
- Le Jeu du feu, Atelier de l'Arcouest Théâtre en ciel
- Paris bonjour, Théâtre Manarf
- La Porte close?, Compagnie Daru
- Orphée et Eurydice, Teatro dell'Angolo di Torino (Italie)
- Le Grand voyage, Compagne de l'Ombrelle
- Lyderic et Phinaert, Marionnettes du Béret de Bistrac
- N'ayez pas peur des grandes bêtes, Theaterra Figurentheater Bochum (RFA)
- Le Chat noir, Théâtre de l'Ombrelle
- Facéties, Compagnie Philippe Genty
- La Liane, Elzevir Marionnettes de Lausanne, Jean-Claude Issenmann (Suisse)
- L'Une et l'autre, Elzevir Marionnettes de Lausanne, Jean-Claude Issenmann (Suisse)
- Un Pantalon pour mon ânon, Maison des Arts et Loisirs, André Pomarat

### 3eédition (1979)
La 3e édition du festival des Giboulées de la marionnette se déroule du 24 avril au 19 mai 1979.
- Ariane et Barbe-Bleue, Théâtre du Fust, Émilie Valantin
- Gustaf et son ensemble, Albrecht Roser (RFA)
- Tristan et Yseult, Compagnie Daru, Christian Chabaud, François Lazaro et Michel Ploix
- Jean qui chemine, Compagnie Le Manteau, Björn Fühler
- Louise Michel ou les œillets rouges, Compagnie Dominique Houdart, Dominique Houdart
- Amédée ou comment s'en débarrasser, Nouvel Atelier Théâtral d'Avignon
- Lidi et Fanchon, Théâtre de la Bougeotte, Philippe et Jocelyne Weigel
- Le Camion, Compagnie de l'Ombrelle
- La Ballade de Mister Punch, Antoine Vitez
- Punch and Judy, Alain Recoing
- La Danse avec mon ombre, Feike Boschma (Pays-Bas)
- Un Roi de papier, Théâtre du Patafleur, Danièle Bouvier et Jacky Viallon
- Le Lorgnon de Lili, Marionnettes du Jabignol, Marie-Hélène Dupont
- Le Petit Gargantua, Théâtre sur le fil, Claude et Colette Monestier

En parallèle des spectacles, une exposition intitulée Les Chemins de la Marionnette est installée dans la salle de l'Aubette et visible du 1er au 27 mai.

### 2eédition (1978)
La 2e édition du festival des Giboulées de la marionnette se déroule du 12 avril au 20 mai 1979.

### 1reédition (1977)
La 1re édition se déroule du 23 février au 25 mars 1977.

## Lieux
Au cours de ses diverses éditions, le festival a investi une quarantaine de lieux (hors espace public) dans six communes de l'agglomération de Strasbourg.

### Strasbourg
- TJP Petite scène, anciennement Maison des Arts et Loisirs (quartier Petite France) : toutes les éditions depuis 1977, sauf en 2005.
- TJP Grande scène (quartier Krutenau) : toutes les éditions à partir de 1985, sauf en 2008 pour cause de travaux.
- Théâtre national de Strasbourg (quartiers République et Tribunal) : 2001, 2003, 2005, 2006, 2007, 2008, 2009, 2010, 2011, 2016
- Maillon (quartier Wacken) : 2004, 2005, 2006, 2007, 2010, 2012, 2014, 2016, 2018, 2020 (édition annulée)
- Théâtre de Hautepierre, anciennement Maillon (quartier Hautepierre) : 1998, 2003, 2010, 2011, 2012, 2016, 2018, 2020 (édition annulée), 2022
- Pole-Sud (quartier Meinau) : 2001, 2003, 2004, 2005, 2006, 2007, 2008, 2009, 2010, 2011, 2016, 2018, 2020 (édition annulée)
- Espace K, anciennement Hall des Chars (quartier Gare) : 2004, 2005, 2006, 2007, 2008, 2009, 2011, 2012, 2014, 2016, 2018, 2020 (édition annulée), 2022
- TAPS Laiterie, anciennement Théâtre des Lisières puis TAPS Gare (quartier Gare) : 2001, 2003, 2008, 2016
- TAPS Scala (quartier Neudorf) : 2003, 2004
- Musée d'art moderne et contemporain de Strasbourg : 2008, 2012, 2018, 2020 (édition annulée)
- CSC Fossé des Treize : 2014, 2016, 2018, 2022
- Campus de l'Esplanade : 2016, 2018, 2020 (édition annulée), 2022
- Pokop : 2022
- Palais des fêtes de Strasbourg : 2022
- Fabrique de théâtre : 2022
- Haute École des arts du Rhin : 2018
- Bains municipaux de Strasbourg : 2014
- Château Vodou : 2014
- Résidence Mathis : 2014
- CSC de Neudorf : 2012
- CSC de Hautepierre : 2012
- Cité de la musique et de la danse de Strasbourg : 2008
- Le Vaisseau : 2008
- Opéra national du Rhin : 2003
- Cercle des officiers : 2001
- Ancienne boucherie : 1998
- CREPS : 1998
- Molodoï : 1998
- CSC Cronenbourg : 1985
- Église Saint-Nicolas : 1981, 1985
- Paroisse du Bouclier : 1980
- Aubette : 1979, 1980

### Bischheim
- Salle du Cercle : 2005, 2006, 2007, 2008, 2009, 2012

### Lingolsheim
- Maison des Arts : 2014, 2022

### Oberhausbergen
- PréO Scène : 2009, 2010, 2011, 2012, 2014, 2016, 2018, 2020 (édition annulée), 2022, 2023

### Ostwald
- Point d'Eau : 1998, 2003, 2004

### Schiltigheim
- Brassin : 2018, 2020 (édition annulée), 2022, 2023
- Cheval Blanc : 1998, 2004, 2005, 2006, 2007, 2008, 2009, 2010, 2011, 2012